# Goodyera pubescens
Goodyera pubescens (Willd.) R.Br. è una pianta della famiglia delle orchidacee, nativa del Nord America orientale.

## Descrizione
È una specie sempreverde, con foglie verde intenso ed assai variegate. La variegatura principale consiste prevalentemente in densi reticolati di vasi linfatici, che sono di un verde molto più leggero rispetto al resto del tessuto fogliare. È una pianta strisciante, che immette brevi stoloni nel terreno, utilizzandoli come radici.

## Distribuzione e habitat
Essa può essere terrestre o, occasionalmente, rampicante, crescendo sulle pareti rocciose e con molta umidità. Preferisce i terreni leggermente o moderatamente acidi, come quelli della brughiera, dove instaura un rapporto di simbiosi con le querce.